# Bressuire
Bressuire település Franciaországban, Deux-Sèvres megyében. Lakosainak száma 19 860 fő (2022. január 1.). Bressuire Argentonnay, Boismé, Bretignolles, Chanteloup, Chiché, Cirières, Coulonges-Thouarsais, Courlay, Faye-l’Abbesse, La Forêt-sur-Sèvre, Geay, Luché-Thouarsais, Saint-Aubin-du-Plain és Voulmentin községekkel határos.

## Népesség
A település népességének változása:
| Lakosok száma | 18 962 | 19 411 | 20 528 | 19 519 | 19 733 | 19 850 | 19 862 | 19 906 | 19 860 |
|               | 2013   | 2015   | 2016   | 2017   | 2018   | 2019   | 2020   | 2021   | 2022   |